# Orion (kolejka górska)
Orion – stalowa kolejka górska typu giga coaster zbudowana przez firmę B&M (model Hyper Coaster) w parku Kings Island w Stanach Zjednoczonych. Oficjalne otwarcie nastąpiło 12 lipca 2020 roku, natomiast otwarcie przedpremierowe miało miejsce 2 lipca 2020 roku. Kolejka powstała na miejscu działającego w latach 2007–2018 roller coastera Firehawk (model Flying Dutchman firmy Vekoma).

## Historia
Na początku 2019 roku park Kings Island zwrócił się do rady miasta Mason w stanie Ohio o zaopiniowanie planów budowy nowego roller coastera o wysokości ok. 300 ft.
W kwietniu 2019 roku park uzyskał pozwolenie na budowę kolejki. Jednocześnie park zarejestrował dwa znaki towarowe: Orion oraz Polaris.
15 sierpnia 2019 roku park oficjalnie ogłosił budowę roller coastera i przedstawił nazwę: Orion.
Na początku października 2019 roku gotowa była stacja oraz umieszczono pierwsze fragmenty toru kolejki – początek wyciągu łańcuchowego oraz najniższy element pierwszego spadku.
6 listopada 2019 roku umieszczony został najwyższy punkt toru - szczyt wyciągu łańcuchowego o wysokości 87 m.
W połowie listopada 2019 ukończony został montaż pierwszego, najwyższego spadku oraz rozpoczęła się budowa drugiego wzniesienia o wysokości ponad 50 m.
Na początku grudnia 2019 roku rozpoczął się montaż trzeciego najwyższego wzniesienia o wysokości ponad 60 m, połączonego z nawrotem.
Na początku stycznia 2020 roku ukończone zostały wszystkie najwyższe elementy toru kolejki.
24 stycznia 2020 roku park ogłosił przedpremierowe przejazdy Orionem, które miały odbyć się w dniu 9 kwietnia 2020 roku dla tych gości parku, którzy wpłacą co najmniej 150 dolarów na rzecz fundacji A Kid Again. Pierwszy przejazd przysługiwał 32 osobom, które wpłaciły największe sumy. Z powodu trwającej ówcześnie pandemii COVID-19 otwarcie zostało jednak przełożone na późniejszy termin.
30 stycznia 2020 roku zamontowany został ostatni fragment toru.
22 lutego 2020 roku odbył się pierwszy przejazd testowy roller coastera.
2 lipca 2020 roku miało miejsce przedpremierowe otwarcie kolejki górskiej, podczas którego pierwsze przejazdy odbyli zwycięzcy licytacji oraz posiadacze biletów sezonowych.
Oficjalne otwarcie dla pozostałych gości parku nastąpiło 12 lipca 2020 roku.

## Opis przejazdu
Pociąg zostaje wciągnięty za pomocą wyciągu łańcuchowego na główne wzniesienie o wysokości 87 m po czym zjeżdża w dół o 91,4 m pod maksymalnym kątem 85° (teren jest obniżony u dołu spadku), pokonuje pochylone w lewo wzniesienie o wysokości 53 m, wykonuje nawrót o 180° w prawo na wysokości 61,6 m, niski slalom, dwa wzniesienia z przeciążeniami ujemnymi o wysokości 17 m i 44,8 m, po czym pokonuje 450° spiralę w prawo o wysokości 38,1 m, skręca w lewo, wznosząc się na wysokość 27,4 m, przejeżdża przez ostatnie wzniesienie o wysokości 25,3 m, zostaje w wyhamowany, skręca o 180° w lewo i wraca na stację.

## Tematyzacja
Orion stanowi część nowej strefy tematycznej Area 72. Tematem przewodnim są badania naukowców w poszukiwaniu możliwości wynalezienia środka transportu zdolnego do przewiezienia ekspedycji do planety w tytułowej konstelacji Oriona. Pasażerowie kolejki występują w roli pilotów doświadczalnych. 148 fragmentów, z których składa się tor kolejki, pomalowanych jest na niebieski kolor. Tor podtrzymuje 181 podpór w kolorze białym.

## Miejsce w rankingach
| Golden Ticket Awards – Top 50 stalowych kolejek górskich | Golden Ticket Awards – Top 50 stalowych kolejek górskich | Golden Ticket Awards – Top 50 stalowych kolejek górskich | Golden Ticket Awards – Top 50 stalowych kolejek górskich | Golden Ticket Awards – Top 50 stalowych kolejek górskich |
| -------------------------------------------------------- | -------------------------------------------------------- | -------------------------------------------------------- | -------------------------------------------------------- | -------------------------------------------------------- |
| 2020                                                     | 2021                                                     | 2022                                                     | 2023                                                     | 2024                                                     |
| ×                                                        | 31                                                       | 20                                                       | 27                                                       | 43                                                       |